# Cher
Cher, rodným jménem Cherilyn Sarkisian (* 20. května 1946 El Centro, Kalifornie) je americká zpěvačka, skladatelka, tanečnice, herečka, producentka a módní symbol arménského původu. Někdy také označována jako bohyně popu, byla popsána jako ztělesnění ženské nezávislosti v oboru ovládaném muži. Je známa svým výrazným kontrastním hlasem a činností v mnoha oblastech zábavního průmyslu, různorodostí stylů i vystoupení během své více než šedesátileté kariéry.
Cher získala popularitu v roce 1965 ve folk-rockovém manželském duu Sonny & Cher poté, co se jejich píseň „I Got You Babe“ dostala na první místo v žebříčcích populární hudby na obou stranách Atlantiku. Do konce roku 1967 se prodalo 40 miliónů alb na celém světě. Zároveň Cher zahájila sólovou dráhu a v roce 1966 vydala píseň „Bang Bang (My Baby Shot Me Down)“, která jako první z jejích písniček dosáhla milionu prodaných desek. V sedmdesátých letech se z ní stala televizní star se show Cher a Sonny & Cher Comedy Hour, kterou sledovalo více než 30 milionů diváků týdně v průběhu tří let. V té době se stala také módní ikonou díky nápaditému oblečení, v němž vystupovala v televizních pořadech. Během práce v televizi se stala sólovou umělkyní se singly „Gypsys, Tramps & Thieves“, „Half-Breed“ a „Dark Lady“. V roce 1975 se se Sonnym Bonem rozvedla. O čtyři roky později se vrátila s disko albem Take Me Home a v letech 1980–1982 vydělávala 300 000 dolarů týdně s vlastní sérii koncertů v Las Vegas.
V roce 1982 debutovala na Broadwayi ve hře Come Back to the Five a Dime, Jimmy Dean, Jimmy Dean a hrála ve filmové adaptaci stejného titulu. Později získala zásadní uznání za své výkony ve filmech jako Silkwoodová (1983), Maska (1985) a Pod vlivem úplňku (1987), v posledně jmenovaném filmu získala Oscara za nejlepší ženský herecký výkon. Následně oživila svou hudební kariéru vydáním rockových alb Cher (1987), Heart Of Stone (1989) a Love Hurts (1991), ze kterých vzešla řada úspěšných hitů. V roce 1998 dosáhla absolutního vrcholu s albem Believe, jehož titulní skladba se stala ve Velké Británii nejprodávanějším singlem všech dob od ženy umělkyně. Zde také průkopnicky použila Auto-Tune, známý také jako „Cher efekt“. Její turné, probíhající v letech 2002–2005, Living Proof: The Farewell Tour se stalo jedním z nejvýnosnějších koncertních turné všech dob s 250 miliony dolarů. V roce 2008 podepsala na tři roky smlouvu na pozici hlavní hvězdy v Colosseu paláce Caesars v Las Vegas za 180 miliónů dolarů. Po osmileté přestávce od posledního filmu Burlesgue se v roce 2018 znovu vrátila na plátna kin v romantickém muzikálu Mamma mia! Here we go again. Album Dancing Queen, inspirované filmem, zahájilo třetí pozicí v žebříčku Billboard 200 a navázalo na úspěch jejího alba Closer to the Truth z roku 2013 s nejlepším umístěním na amerických žebříčcích populární hudby.
Cher získala ceny Grammy, Emmy, Oscara, třikrát Zlatý glóbus, cenu na filmovém festivalu v Cannes, zvláštní ocenění CFDA Fashion Award a další ocenění. Během své kariéry prodala 100 miliónů alb a stala se jedním z nejprodávanějších umělců hudebního průmyslu v historii. Je jediným umělcem, jehož píseň obsadila první příčku v žebříčku Billboard v každém desetiletí od 60. let do roku 2010. Kromě své hudby a herectví je známa svými politickými názory, filantropickými snahami a společenským aktivismem, včetně práv LGBT a prevence HIV/AIDS.

## Život a kariéra

### 1946–1961: Začátky

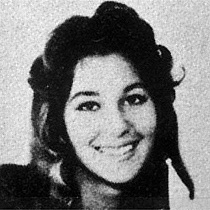
Cher jako studentka v roce 1960

Cher se narodila jako Cherilyn Sarkisian 20. května 1946 v El Centro v Kalifornii. Její otec, John Sarkisian, byl řidič kamionu arménsko-amerického původu, který měl problémy s drogami a hazardními hrami. Její matka Georgia Holt (pravým jménem Jackie Jean Crouch), byla příležitostnou modelkou a herečkou a prohlašovala, že je irského, anglického, německého a čerokíjského původu. Otec Cher býval zřídkakdy doma, a její rodiče se rozvedli, když bylo Cher pouhých čtrnáct měsíců. Její matka se později provdala za herce Johna Southalla, s nímž měla dceru.
Matka Cher začala vystupovat, když žila a pracovala jako servírka v Los Angeles. Změnila si jméno na Georgie Holt a hrála drobné role ve filmech a v televizi. Získala také herecké role pro své dcery v komparzu v televizních pořadech jako The Adventures of Ozzie a Harriet. Vztah její matky se Southallem skončil, když bylo Cher devět let, ale považuje ho za svého otce a vzpomíná si na něj jako na „dobrotivého muže, který se změnil, když příliš pil“. Georgia Holt se znovu několikrát vdala a rozvedla a stěhovala svou rodinu po celé zemi (včetně New Yorku, Texasu a Kalifornie). Často měli málo peněz a Cher si pamatuje, že musela používat gumičky, aby udržela pohromadě rozpadající se boty. Jednou musela matka umístit Cher na několik týdnů do sirotčince. Ačkoliv se setkávaly každý den, pro obě byla tato zkušenost traumatizující.
Když byla Cher v páté třídě, zorganizovala provedení muzikálu Oklahoma! pro svou třídu a učitele. Dala dohromady skupinu dívek a ujala se režie a taneční choreografie. Protože se jí nepodařilo přesvědčit chlapce, aby se zúčastnili, hrála a zpívala mužské role. V devíti letech měla nezvykle hluboký hlas. Fascinovaly ji filmové hvězdy, vzorem jí byla herečka Audrey Hepburnová, zejména kvůli roli ve filmu Snídaně u Tiffanyho z roku 1961. Začala přejímat její nekonvenční oblékání a chování. Byla zklamána absencí tmavovlasých hollywoodských hereček, které by mohla napodobit. Chtěla být slavná již od dětství, ale cítila se neatraktivní a netalentovaná., jak později uváděla: „Nemohla jsem přijít na nic, co bych mohla dělat ... Nemyslela jsem si, že bych mohla být zpěvačkou nebo tanečnicí. Pouze jsem si říkala, že budu slavná, to byl můj cíl.“
V roce 1961 se její matka vdala za bankovního manažera Gilberta LaPiera, který přijal Cher (pod jménem Cheryl LaPiere) i její nevlastní sestru a zapsal je na Montclair College Preparatory School, soukromou školu v Encino, kde studenti byli většinou z bohatých rodin. Škola vyšší společenské třídy znamenala pro Cher výzvu; autorka životopisu Connie Bermanová napsala: „Lišila se od ostatních nápadným vzhledem a otevřeností.“ Bývalý spolužák poznamenal: „Nikdy nezapomenu, jak jsem viděl Cher poprvé. Byla tak zvláštní ... Byla jako filmová hvězda ... Říkala, že bude filmová hvězda a my jsme věděli, že bude.“ I když nebyla vynikající studentkou, podle Bermanové byla inteligentní a kreativní. Měla dobré známky, byla vynikající ve francouzštině a angličtině. Jako dospělá zjistila, že má dyslexii. Cher byla nápadná nekonvenčním chováním: v polední přestávce zpívala studentům a překvapila své vrstevníky, když horní díl jejího oblečení odkrýval břicho. Později vzpomínala: „Nikdy jsem nebyla myšlenkami ve škole, vždycky jsem přemýšlela o tom, jak vyrostu a budu známá.“

### 1962–1965: Kariérní průlom
V šestnácti letech Cher opustila školu i matčin dům a přestěhovala se s přítelem do Los Angeles. Chodila do hereckých kurzů a snažila se zaujmout, tancovala v malých klubech na hollywoodském Sunset Strip a představovala se umělcům, manažerům a agentům. Podle Connie Bermanové „[Cher] neváhala oslovit kohokoliv, o kom si myslela, že by jí mohl pomoci prorazit, získat nový kontakt nebo se dostat na konkurz“. Se Sonnym Bonem, umělcem pracujícím pro producenta Phila Spectora, se setkala v listopadu 1962. Kamarád Cher se odstěhoval a ona přijala Sonnyho návrh, aby se stala jeho hospodyní. Představil ji Philu Spectorovi, který ji použil ve vokálech na mnoha nahrávkách, včetně „Be My Baby“ dívčí skupiny Ronettes a „You've Lost That Lovin' Feelin“ skupiny Righteous Brothers. Spector produkoval její první komerčně neúspěšný singl „Ringo, I Love You“, který Cher natočila pod jménem Bonnie Jo Mason.
Cher a Sonny se stali blízkými přáteli, později milenci a 27. října 1964 se vzali při neoficiálním svatebním obřadu v hotelu v Tijuaně v Mexiku. Ačkoli Sonny zamýšlel pro Cher sólovou kariéru, přesvědčila ho, aby s ní vystupoval, protože trpěla velkou trémou. Její nervozita se vždy snížila, když se podívala na Sonnyho; později poznamenala, že zpívala lidem skrze něj. V roce 1964 vystupovali jako duo Caesar & Cleo, a vydali singly „Do You Wanna Dance?“, „Love Is Strange“ a „Let The Good Times Roll“, které neměly dobrou odezvu.
Cher koncem roku 1964 podepsala smlouvu se společností Liberty Records a Sonny se stal jejím producentem. Singl „Dream Baby“, který vyšel pod názvem „Cherilyn“, byl vysílán v Los Angeles. Povzbuzena společností Imperial pracovala Cher se Sonnym na svém druhém sólovém singlu, na písni Boba Dylana „All I Really Want To Do“, která v roce 1965 obsadila 15. místo v žebříčku ve Spojených státech. Ve stejné době skupina Byrds vydala vlastní verzi stejné skladby. Když začala soutěž na singlových hitparádách mezi Cher a Byrds, nahrávací společnost skupiny začala prosazovat B-stranu singlu Byrds. Roger McGuinn z Byrds to komentoval: „Milovali jsme verzi Cher ... Nechtěli jsme se hádat. Tak jsme jen otočili desku na druhou stranu.“ Debutové album Cher All I Really Want To Do (1965) dosáhlo ve Spojených státech 16. místa. Tim Sendra později album na Allmusic popsal jako „jednu z nejsilnějších folk-popových nahrávek té éry“.

### 1965–1967: Sonny & Cher stoupají na popové nebe

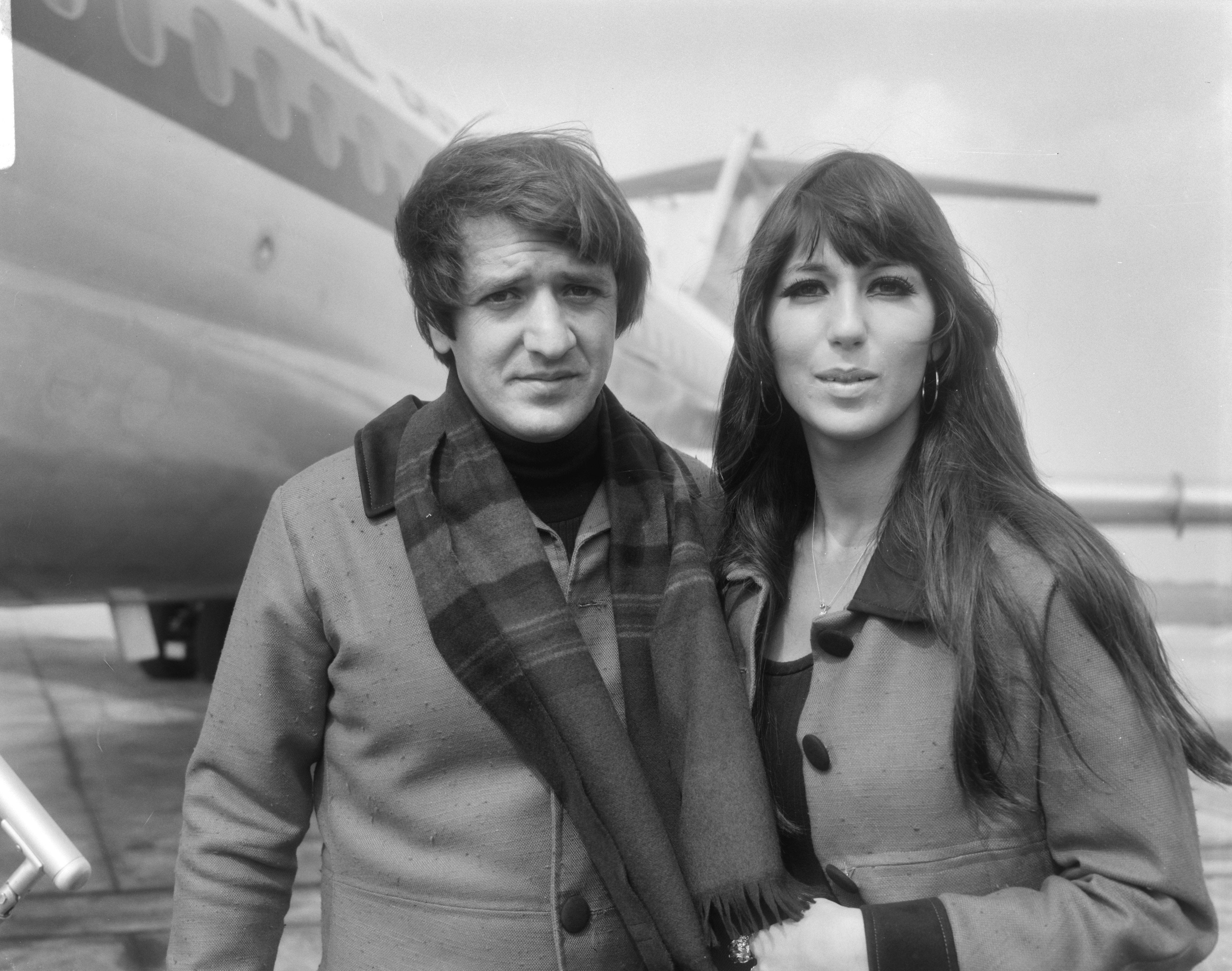
Sonny & Cher na letišti Schiphol, 1966

Začátkem roku 1965 se Caesar a Cleo přejmenovali na Sonny & Cher. Po nahrávce písně „I Got You Babe“ odjeli na radu skupiny Rolling Stones v červenci 1965 do Anglie; Cher vzpomíná, „řekli nám ... že Američané nás prostě nevzali a že pokud chceme uspět, budeme muset do Anglie“. Podle spisovatelky Cintry Wilson „se angličtí fotožurnalisté objevili, když byli Sonny & Cher v noci vyhozeni z londýnského hotelu Hilton kvůli svému oblečení a tak se stali – doslova přes noc, hvězdami. Londýn se zbláznil do nevídaného zjevu Sonny & Cher, který nebyl ani módní ani rokerský“.
„I Got You Babe“ se dostalo na první místo v hitparádě Billboard Hot 100 a podle Bruce Edera z AllMusic se píseň stala „jedním z nejprodávanějších a nejoblíbenějších pop/rockových hitů poloviny 60. let“. Časopis Rolling Stone uvedl v roce 2003 píseň mezi 500 největších písní všech dob. Jakmile píseň vyřadila skupinu The Beatles z vrcholu britské hitparády, angličtí teenageři začali napodobovat módní styl Sonnyho & Cher jako jsou zvony, pruhované kalhoty, košile s rukávy, průmyslové zipy a kožené vesty. Po návratu do Spojených států duo uskutečnilo několik vystoupení v pořadech pro teenagery Hullabaloo a Shindig! a uspořádalo turné po největších koncertních halách v USA. Jejich show přitahovalo také mnoho dívek, které začaly Cher napodobovat – „dívky si žehlily a barvily vlasy na černo a nosily vesty a kalhoty do zvonu“. Cher rozšířila svůj kreativní rozsah tím, že navrhla oděvní značku.
Debutové album Sonny & Cher Look At Us, vydané v roce 1965 pro společnost Atco Redords pod divizí Atlantic Records, bylo osm týdnů na druhém místě na Billboard 200 za albem The Beatles Help!. Jejich písně byly populární a duo v té době úspěšně soupeřilo s dominantním britským hudebním vlivem zvaným British Invasion a zvukem společnosti Motown. Sonny & Cher se v letech 1965 až 1972 dostali desetkrát mezi 40 top amerických singlů, z toho pětkrát do první desítky: „I Got You Babe“, „Baby Don't Go“, „The Beat Goes On“, „All I Ever Need Is You“ a „A Cowboy's Work Is Never Done“. V jednom okamžiku měli současně pět skladeb v Top 50, což se podařilo pouze The Beatles a Elvisu Presleyovi. Do konce roku 1967 prodali 40 milionů alb po celém světě.
Následující sólové počiny Cher byly plně srovnatelné s jejími výsledky spolupráce se Sonnym. The Sonny Side of Chér (1966) obsahuje singl „Bang Bang (My Baby Shot Me Down)“, který dosáhl druhé pozice v Americe a stal se jejím prvním singlem, kterého se prodalo milión kusů. Album Chér, které bylo také vydáno v roce 1966, obsahuje kompozici Burta Bacharacha a Hala Davida „Alfie“, která se stala se první countryovou populární skladbou. With Love, Chér (1967) obsahuje skladby popsané životopiscem Markem Begem jako „příběhy o malé mýdlové opeře v rockovém kabátku“, jako třeba americký hit z Top 10 „You Better Sit Down Kids“.

### 1967–1970: Nezájem mladší generace, první manželství

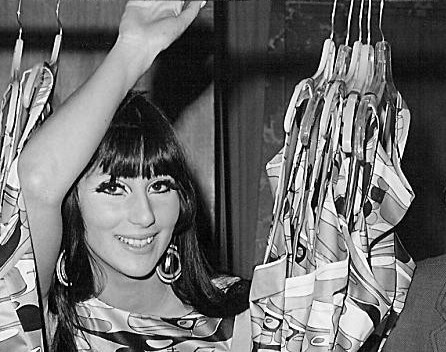
Cher v pořadu The Man from U.N.C.L.E., 1967

Koncem šedesátých let se hudba Sonnyho & Cher začala vytrácet z hudebních žebříčků. Podle Connie Bermanové „proti silnému a hlasitému zvuku skupin jako je Jefferson Airplane a Cream zní folk-rocková muzika Sonnyho & Cher mdle“. Cher později poznamenala: „Milovala jsem nový zvuk Led Zeppelin, Erica Claptona, kapel založených na elektrické kytaře, kdyby bylo po mém, změnila bych styl hudby v té době, protože se mi opravdu líbila, ale nelíbila se Sonnymu – a tak bylo rozhodnuto.“ Jejich monogamní životní styl během období sexuální revoluce a protidrogová stanoviska v době vrcholu drogové kultury způsobil, že ztratili spoustu mladých fanoušků. Podle Bega, „navzdory jejich revolučnímu unisex oblečení byli Sonny a Cher celkem ′féroví′, když se jednalo o sex a drogy“. Ve snaze znovu získat mladé publikum duo produkovalo a vystupovalo ve filmu Good Times (1967), který byl komerčně neúspěšný.
Následující album Cher Backstage z roku 1968, kde se vydala různými hudebními směry včetně brazilského jazzu a válečných protestsongů, nebylo komerčním úspěchem. V roce 1969 byla odešla z Imperial Records a Sonny & Cher museli odejít z Atco Records; nicméně tato společnost chtěla podepsat smlouvu s Cher na další sólové album. Album z roku 1969 3614 Jackson Highway vzniklo bez vlivu Sonnyho a zahrnuje experimenty se soulovou hudbou; Mark Deming z Allmusic prohlásil, že je to „nejlepší album její kariéry“. Sonny byl ale s albem 3614 Jackson Highway nespokojený a zabránil Cher, aby vydávala další nahrávky pro Atco.
Mezitím se Sonny začal scházet s jinými ženami a koncem šedesátých let jejich vztah začal chřadnout. Podle časopisu People se „[Sonny] marně snažil získat ji zpět, když jí řekl, že se s ní chce oženit a založit rodinu“. Oficiálně se vzali poté, kdy Cher 4. března 1969 porodila Chastity Bono (která si v dospělosti změnila pohlaví a stala se Chazem Bono). V tomtéž roce utratili 500 000 dolarů a zatížili svůj dům hypotékou, aby natočili film Chastity. Napsal a režíroval ho Sonny, který se ve filmu neobjevil. Film vypráví příběh mladé ženy, kterou hraje Cher a která hledá smysl života. Umělecký film komerčně propadl a dostal pár do dluhů ve výši 190 000 dolarů. Někteří kritici však poznamenali, že Cher vykazuje známky potenciálu v herectví a časopis Cue napsal: „Cher má úžasnou kvalitu, která často způsobuje, že zapomenete na souvislosti, které slyšíte.“
Na samém dně své kariéry sestavili Sonny & Cher rutinní program pro noční kluby, který se spoléhal na dospělejší přístup, co se zvuku a stylu týče. Podle spisovatelky Cintry Wilsonové: „Jejich vystoupení bylo tak depresivní, že lidé na ně začali pokřikovat a Cher na ně poté začala křičet také. Sonny ji napomenul a ona pak začala křičet i na něj.“ Tohle pokřikování se však stalo zlatým hřebem jejich vystoupení a začalo přitahovat diváky. Televizní manažeři vzali duo na vědomí a tak začali vystupovat jako hosté v hlavním vysílacím čase, kdy předváděli „nový, sofistikovaný a zralý projev“. Cher začala nosit svůdné, dlouhé šaty s hlubokým výstřihem, které se staly jejím charakteristickým oblečením.

### 1971–1974: Průlom televizní kariéry, první hudební comeback

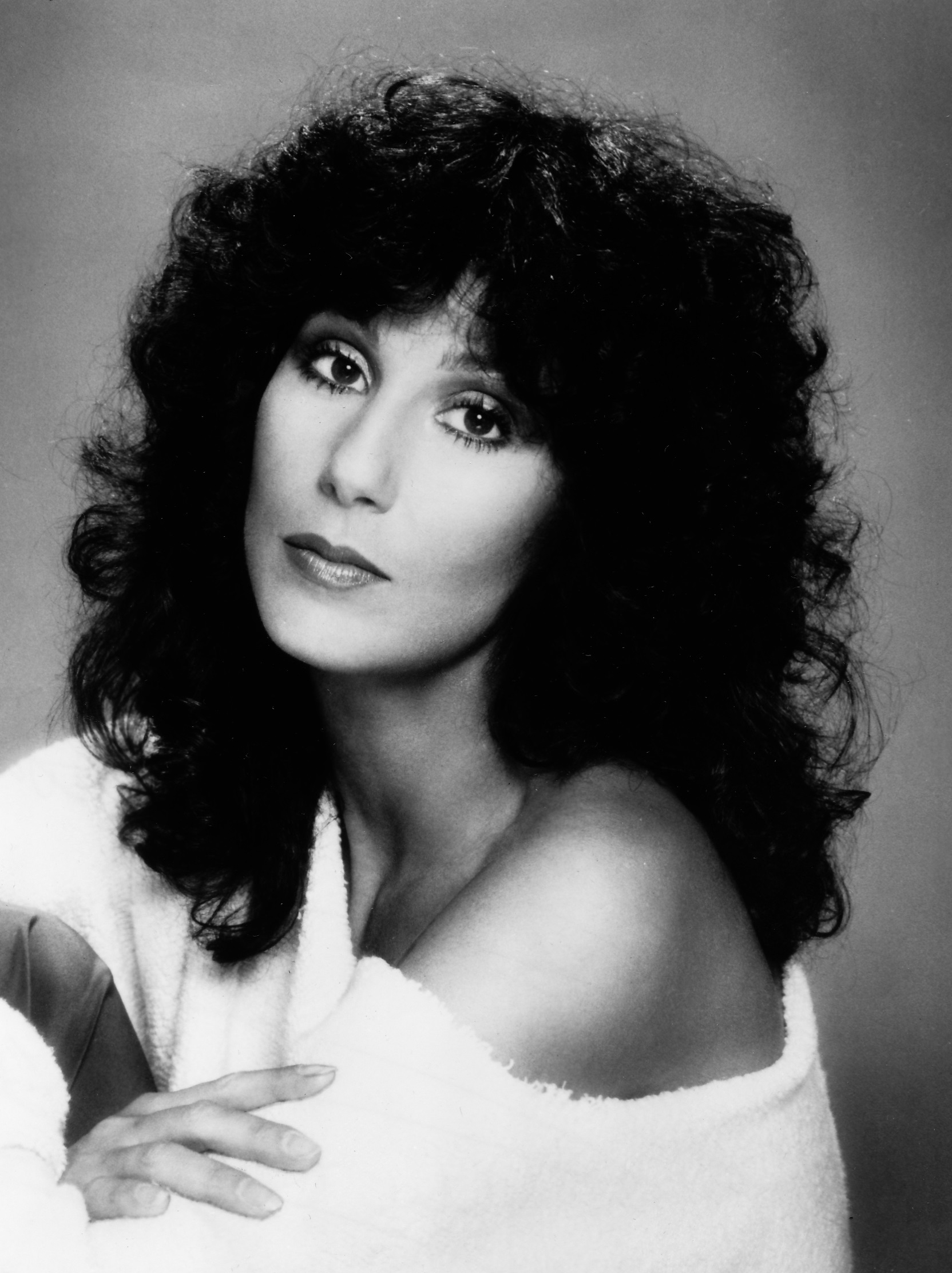
Cher v sedmdesátých letech 20. století

Programový ředitel CBS Fred Silverman nabídl duu jejich vlastní televizní program poté, kdy je v roce 1971 viděl hostovat v programu Merv Griffin Show. Jejich pořad The Sonny and Cher Comedy Hour měl premiéru 1. srpna 1971 a měl šest dílů. Protože dosáhli vysoké sledovanosti, v prosinci se vrátili a program pokračoval další tři roky.
Týdně je sledovalo více než 30 miliónů diváků po celou dobu vysílání programu. Pořad The Sonny & Cher Comedy Hour byl chválen za komediální načasování, Cher si s kamennou tváří dělala legraci ze Sonnyho vzhledu a malé postavy. Podle Connie Bermanové „vyzařovali auru tepla, hravosti a péče, která jen zvýšila jejich přitažlivost. Diváci byli dále okouzleni, když se na pódiu objevila i malá Chastity, společně vypadali jako dokonalá rodina.“ Cher vybrousila své herecké umění v komediálních rolích jako je drzá hospodyně Laverne, cynická servírka Rosa a historické upírky, včetně Kleopatry a slečny Sadie Thompsonové. Oblečení, které navrhoval pro Cher Bob Mackie, bylo součástí přitažlivosti show a její styl ovlivňoval módní trendy sedmdesátých let.

V roce 1971 podepsali Sonny & Cher smlouvu s divizí Kapp Records, společností MCA Records, a Cher vydala singl „Classified 1A“, ve kterém zpívá píseň z pohledu vojáka, který vykrvácí ve Vietnamu. Píseň napsal Sonny, který měl pocit, že její první sólový singl u společnosti musí být dojemný a aktuální. Singl však byl odmítnut rozhlasovými stanicemi jako nekomerční.

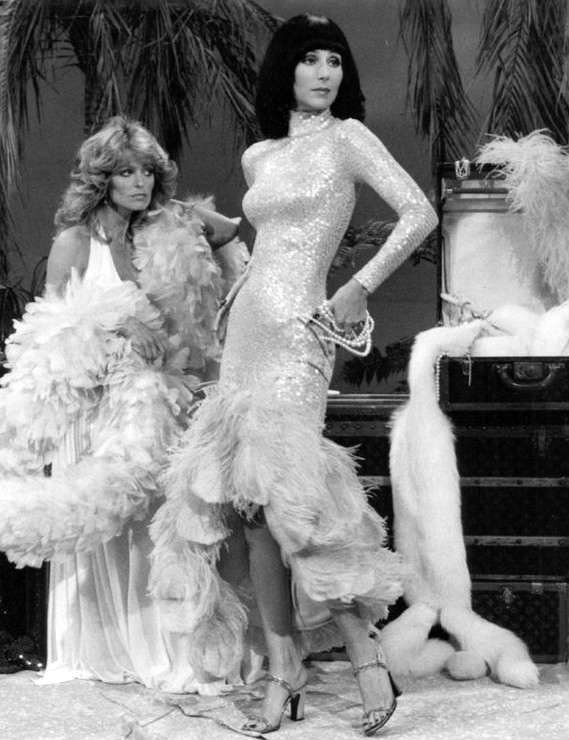
Cher (vpravo) a Farrah Fawcett v pořadu The Sonny & Cher Comedy Hour v roce 1976

Jelikož Sonnyho první pokusy o oživení nahrávací kariéry jako dua také nebyly úspěšné, divize Kapp Records najala Snuffa Garretta, aby s nimi spolupracoval. Produkoval první americký singl, který se umístil na prvním místě v žebříčcích „Gypsys, Tramps & Thieves“ a který prokázal, že „... Garrett věděl více o hlasu Cher a její osobnosti zpěvačky než Sonny“, jak napsal Bego. Píseň byla uvedena na albu z roku 1971 Chér (později znovu vydáno pod názvem Gypsys, Tramps & Thieves), které bylo oceněno zlatou deskou Recording Industry Association of America (RIAA). Druhý singl „The Way Of Love“ dosáhl sedmého místa v žebříčku Billboard Hot 100 a etabloval přesvědčivější image Cher jako zpěvačky.
V roce 1972 vydala Cher romantické album Foxy Lady, které podle Bega demonstruje vývoj jejích vokálních schopností. Po vydání alba opustil Snuff Garrett pozici producenta, neboť nesouhlasil se Sonnyho představou o písních, jaké by Cher měla nahrávat. Na Sonnyho naléhání vydala Cher v roce 1973 album standardních písní s názvem Bittersweet White Light, které bylo komerčně neúspěšné. V tomtéž roce textařka Mary Dean přinesla Garrettovi píseň „Half-Breed“ o dceři čerokízské matky a bílého otce, kterou napsala speciálně pro Cher. Ačkoli Cher nebyla v té době Garrettovou klientkou, byl přesvědčen, že „je to hit pro Cher a pro nikoho jiného“, takže si ponechal skladbu, dokud nezískal Cher zpátky. Píseň „Half-Breed“ byla uvedena na stejnojmenném albu a stala se jejím druhým americkým hitem číslo jedna. Album a singl získaly zlaté ocenění od asociace RIAA. Jejím třetím americkým hitem číslo jedna byla píseň „Dark Lady“, vydaná v roce 1974 také na stejnojmenném albu. Později v tomtéž roce vydala album Greatest Hits, které podle časopisu Billboard prokázalo, že je „jedním z nejvíce konzistentních hitmakerů posledních pěti let“ a také „osvědčená superstar s nejvyššími prodeji“.
Od roku 1971 do roku 1973 vydali Sonny & Cher čtyři alba, která byla vydána pod Kapp Records a MCA Records: Sonny & Cher Live (1971), All I Ever Need is You (1972), Mama Was A Rock And Roll Singer, Papa Used To Write All Her Songs (1973) a Live In Las Vegas Vol. 2 (1973). Cher později komentovala toto období takto: „Mohla jsem udělat celé album ... za tři dny ... dařilo se nám ... a dělali jsme Sonny & Cher Show.“

### 1974–1979: Rozvod se Sonnym Bonem, druhé manželství, pokles popularity

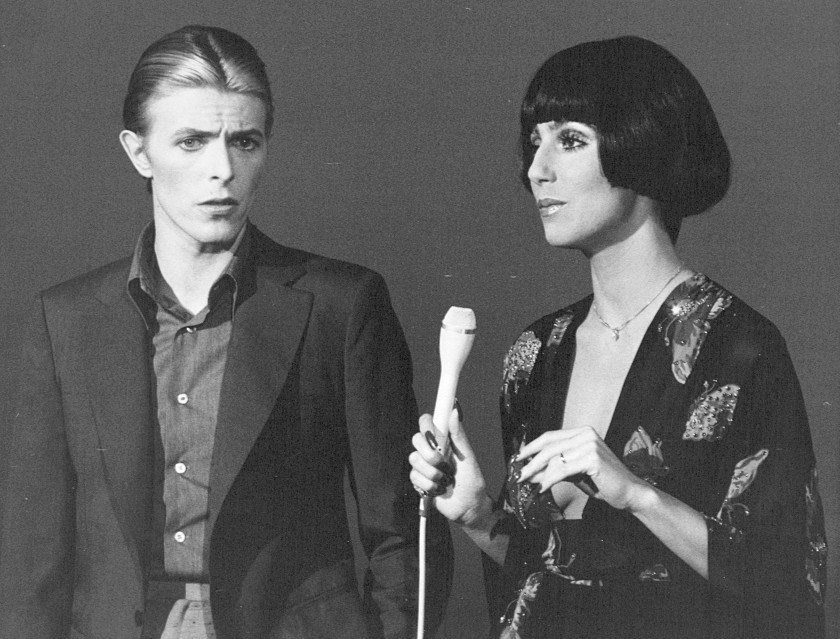
Cher vystupující s Davidem Bowiem v Cher show, 1975

Sonny & Cher měli manželské problémy od konce roku 1972, ale zdánlivě se jim to povedlo skrývat až do roku 1974. „Veřejnost si stále myslí, že jsme manželé,“ napsal v té době Sonny do svého deníku, „a tak to má být“. V únoru 1974 podal Sonny žádost o rozvod, přičemž uvedl „neslučitelné rozdíly“. O týden později se Cher dostavila k soudu a nařkla Sonnyho z „nedobrovolného otroctví“ a tvrdila, že jí nevydával peníze a připravil ji o oprávněný podíl na výdělku. Pár bojoval u soudu ohledně financí a péče o dceru Chastity, kterou nakonec dostala do péče Cher. Jejich rozvod byl definitivně dokončen 26. června 1975.
V roce 1974 získala Cher za vystupování v pořadu The Sonny & Cher Comedy Hour Zlatý glóbus pro nejlepší herečku v oblasti televizní a hudební zábavy. V témže roce představil Sonny sólovou show na ABC, The Sonny Comedy Revue, za kterou stál stejný tým jako za show Sonny & Cher. Show skončila za 13 týdnů.

Během rozvodového řízení měla Cher dvouletý romantický vztah s výkonným ředitelem Davidem Geffenem, který ji osvobodil od stávajícího obchodního uspořádání, podle kterého byla povinna pracovat výhradně pro firmu Cher Enterprises, kterou Sonny vedl. David Geffen zajistil pro Cher dohodu ve výši 2,5 milionu dolarů s Warner Bros. Records a v roce 1975 začala pracovat na svém prvním albu pod touto značkou. Podle Bega „bylo jejich záměrem, aby [toto album] zajistilo, aby ji milióny fanoušků po celém světě začaly brát vážně jako rockovou hvězdu a ne jen jako popovou zpěvačku“. Navzdory snahám Cher rozvíjet svůj hudební rozsah posloucháním umělců jako jsou Stevie Wonder, Elton John, James Taylor, Carly Simon, Joni Mitchell a Bob Dylan, výsledné album Stars neuspělo komerčně, ani u kritiky. Janet Maslin z The Village Voice napsala: „Cher prostě není žádná rockerka ... Image, ne hudba, je hlavní ingrediencí Cher v hudbě i televizi.“ Album se od té doby stalo kultovní klasikou a je obecně považováno za jedno z jejích nejlepších alb.

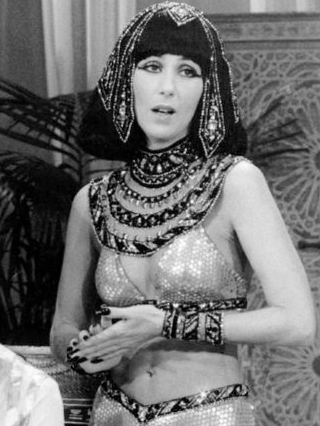
Cher v pořadu The Sonny and Cher Show, 1977

16. února 1975 se Cher vrátila do televize se sólovou show na stanici CBS. Nazvaná prostě Cher začala show jako vysoce hodnocený speciál s hosty jako Flip Wilson, Elton John nebo Bette Midler. Show byla produkována Davidem Geffenem a soustředěna na skladby Cher, její monology, komediální vystoupení a variace oblečení, což bylo pro týdenní televizní show významné. Zpočátku byly kritiky příznivé; Los Angeles Times uvedly, že „Sonny je bez Cher katastrofou. Cher bez Sonnyho by na druhou stranu mohla být nejlepší věc, která se v této sezóně přihodila týdenní televizní show.“ Show trvala méně než rok, nahradilo ji nové představení, ve kterém se profesně opět setkala s bývalým manželem Sonnym. Tehdy řekla: „Dělat show sama bylo víc, než jsem dokázala zvládnout.“
30. června 1975, čtyři dny po rozvodu se Sonnym, se Cher vdala za rockového hudebníka Gregga Allmana, spoluzakladatele The Allman Brothers Band. O devět dní později podala návrh na rozvod kvůli jeho problémům s heroinem a alkoholem, za měsíc se však usmířili. Mají spolu syna Elijaha Blue, narozeného 10. července 1976. Televizní návrat Sonnyho & Cher v pořadu The Sonny and Cher Show nastal na stanici CBS v únoru 1976 – byla to první show, kdy hráli rozvedený pár. Ačkoli byla show zpočátku úspěšná, jejich urážlivé škádlení na obrazovce o rozvodu, její údajně extravagantní životní styl a problematický vztah s Greggem Allmanem vyvolávaly negativní reakci diváků a nakonec byla show v srpnu 1977 zrušena.
Následující alba Cher, I'd Rather Believe in You (1976) a Cherished (1977), která se na naléhání Warner Bros. vrátila zpět k popovým melodiím, byla komerčně neúspěšná. V roce 1977 pod názvem „Allman and Woman“ natočila spolu s Greggem Allmanem debutové album Two The Hard Way. Jejich vztah skončil po vydání alba a rozvod byl dokončen v roce 1979. V roce 1978 začal její dvouletý vztah s členem skupiny Kiss, Genem Simmonsem. V témž roce legálně změnila své jméno z Cherilyn Sarkisian La Piere Bono Allman na Cher, aby se zbavila užívání čtyř příjmení. Vrátila se do televize se speciálem Cher ... Special (1978) a Cher ... And Other Fantasies (1979).

### 1979–1982: Druhý hudební comeback, přesun ze stylu disco na rock

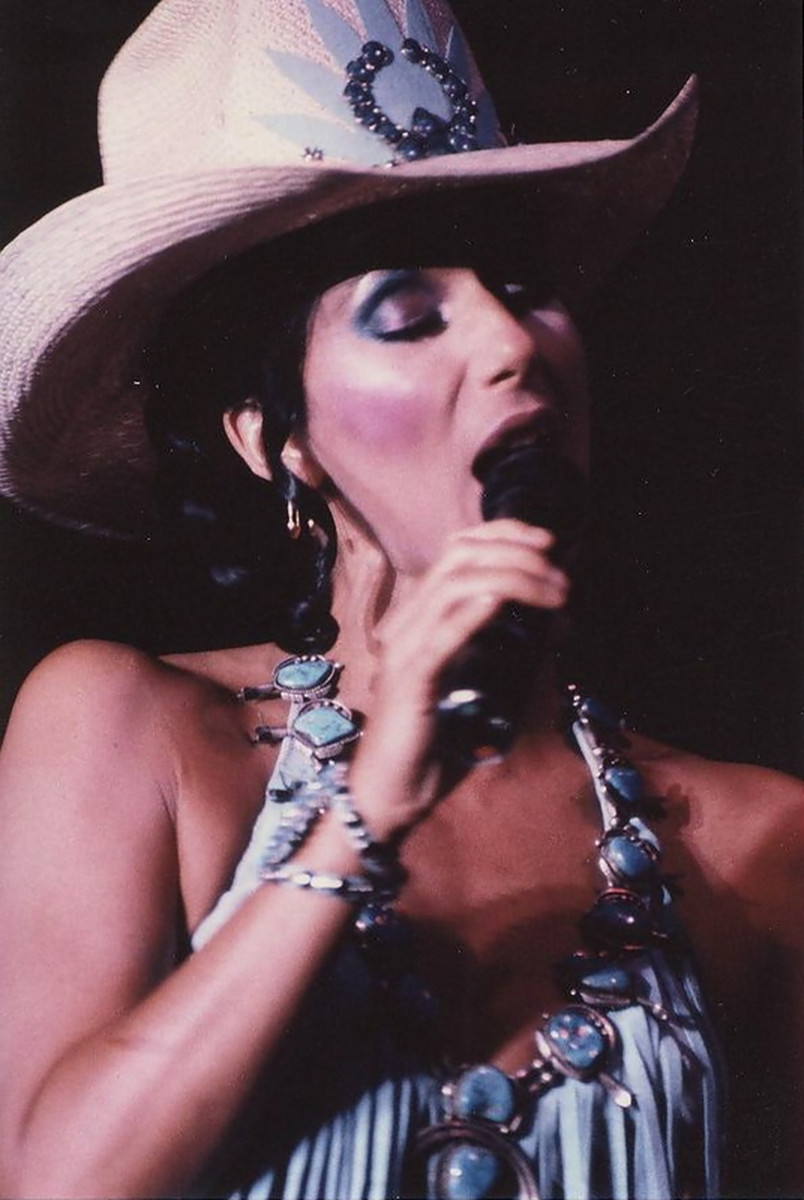
Cher vystupující v Las Vegas, 1981

Cher, svobodná matka se dvěma dětmi, si uvědomila, že musí zvolit nový směr své pěvecké kariéry. Když se rozhodla dočasně opustit svou touhu stát se rockovou zpěvačkou, podepsala smlouvu s Casablanca Records a zahájila návrat se singlem „Take Me Home“ a stejnojmenným albem, které využily v té době velmi oblíbené disco. Album a singl byly okamžitě úspěšné a zůstaly nejprodávanějšími tituly po více než polovinu roku 1979 a od asociace RIAA získaly Zlatou desku. Prodej alba byl posílený spoře oblečenou Cher ve vikingském oblečení na obalu desky. Přes svůj počáteční nedostatek nadšení pro disco hudbu změnila Cher po úspěchu názor a uvedla: „Nikdy by mě nenapadlo, že budu někdy chtít dělat disco ... [ale] je to úžasné! Je to skvělá hudba k tanci. Myslím, že taneční hudba je to, co chce každý.“
Povzbuzeni popularitou alba Take Me Home plánovali producent alba Bob Esty a společnost Casablanca další disco album, Cher se však chtěla vrátit k rockové hudbě. Výsledkem bylo album Prisoner z roku 1979. Zahrnovalo jak rockové, tak disko písně, což způsobilo, že tento disko-rockový mišmaš nefungoval a vedlo to k jejímu komerčnímu selhání. Na obalu alba je Cher v poutech jako „vězeň tisku“, což způsobilo polemiku mezi feministickými skupinami kvůli vnímání jejího portrétu jako sexuálního otroka. Album doprovázel singl „Hell on Wheels“, který byl uveden v soundtracku k filmu Roller Boogie a odrážel osobní náklonnost Cher k jízdě na kolečkových bruslích, kterou koncem 70. let pomohla zpopularizovat.
V roce 1980 Cher spolu s italským nahrávacím producentem Giorgiem Moroderem napsala pro film Foxes její poslední disco nahrávku pod Casablancou „Bad Love“. Se svým tehdejším milencem a kytaristou Lesem Dudkem založila rockovou kapelu Black Rose. Ačkoli Cher byla vedoucí zpěvačkou, nebylo její jméno uvedeno na obalu desky a díky tomu ani nedostala špičkovou odměnu. Chtěla vytvořit dojem, že všichni členové kapely jsou si rovni, byla však při hraní s kapelou snadno rozpoznávána, ačkoli její vzhled byl pozměněn do punkové podoby zkrácením jejích dlouhých vlasů. Navzdory vystoupení v televizi se skupině nepodařilo zrealizovat turné. Jejich album Black Rose získalo nepříznivé recenze; Cher řekla časopisu Rolling Stone: „Kritici nás napadali a oni vlastně neútočili na nahrávku, napadali mě. Bylo to jako: Jak se opovažuje Cher zpívat rock & roll?“ Během aktivního období kapely zpívala Cher současně v rezidenční show v Las Vegas, kde vydělávala 300 000 dolarů týdně (její televizní speciál odsud Cher ... Celebration in Caesars byl vysílán v dubnu 1983). Skupina Black Rose se rozpadla v roce 1981. V tom samém roce vydala duet s hudebníkem Meatem Loafem nazvaným „Dead Ringer For Love“, který dosáhl 5. místa v Anglii a později ho Donald A. Guarisco popsal jako „jeden z nejispirativnějších rockových duetů osmdesátých let“. V roce 1982 vydala společnost Columbia Records album I Paralyze, které později Bego označil za „nejsilnější a nejdůslednější sólové album za poslední léta“, také Cher byla na novou hudbu patřičně pyšná. Album i singly z něj však propadly.

### 1982–1987: Herecký průlom a hudební pauza

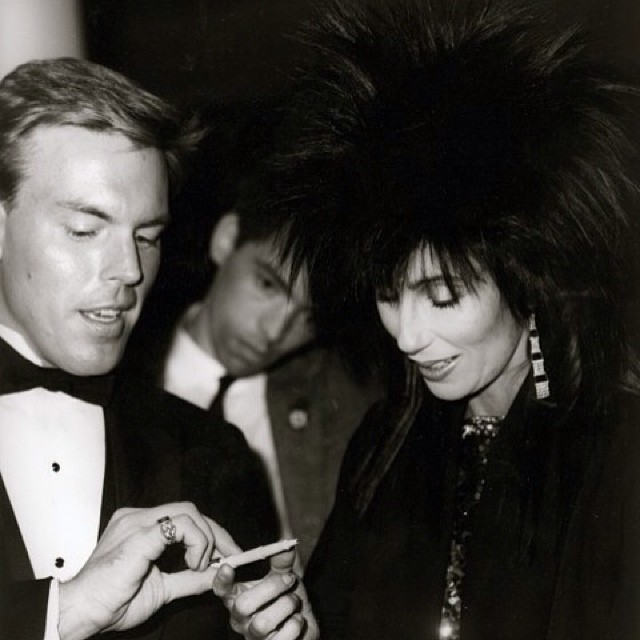
Cher při autogramiádě v New Yorku, 1985

S poklesem prodeje alb a nedostatkem komerčně úspěšných singlů se Cher rozhodla dále rozvíjet svou hereckou kariéru. Ačkoliv se už dávno předtím toužila stát herečkou, měla na svém filmovém kontě jen kriticky a komerčně neúspěšné filmy Good Times (1967) a Chastity (1969), Hollywood ji jako herečku nebral vážně. V roce 1982 se přestěhovala do New Yorku a plánovala chodit na kurzy herectví k Lee Strasbergovi, zakladateli Actors' Studio, nakonec k němu ale nechodila, protože její plány změnily. Přišla na konkurz režiséra Roberta Altmana a následně byla přijata do jeho broadwayského představení Come Back to the Five a Dime, Jimmy Dean, Jimmy Dean, kde hrála členku klubu fanoušků Jamese Deana, který slavil 20. výročí založení. Tentýž rok se Altman rozhodl natočit filmovou adaptaci tohoto díla. Cher vděčí Altmanovi za svou hereckou kariéru: „Bez Boba [Roberta Altmana] bych nikdy neměla filmovou kariéru. Všichni mu říkali, aby mě nevzal... Jsem přesvědčena, že Bob byl jediný, kdo měl odvahu to udělat.“
Režisér Mike Nichols, který viděl Cher na scéně v Jimmy Deanovi, jí nabídl roli Dolly Pelliker, spolupracovnice a lesbické spolubydlící Meryl Streepové ve filmu Silkwood. Když měl film v roce 1983 premiéru, publikum zpochybňovala schopnost Cher jako herečky. Vzpomíná si, že při premiéře filmu se diváci smáli, když viděli její jméno v závěrečných titulcích. Za svůj výkon však Cher získala cenu Zlatý glóbus za nejlepší ženský herecký výkon a také nominaci na Oscara.
V roce 1985 založila Cher filmovou produkční společnost Isis. Následující film Maska (1985) dosáhl druhého místa v žebříčku návštěvnosti a byl prvním úspěchem Cher jako přestavitelky hlavní role u kritiky i u diváků. Za roli motorkářky s dospívajícím synem, který má vážnou fyzickou obličejovou deformaci, získala cenu za nejlepší ženský herecký výkon v Cannes. Během natáčení filmu se však střetla s režisérem Petrem Bogdanovičem a nakonec se nedostala do seznamu nominací na Oscara. Účastnila se pak udílení 58. ročníku cen akademie v kostýmu podobném tarantuli, aby tak ukázala „své opovržení pro tento systém“. Tato kontroverze jí ale přinesla velkou publicitu.
V roce 1987 se Cher dostala do pozornosti díky svému kontroverznímu životnímu stylu, včetně tetování, plastických operací, exhibicionistického oblékání a pletkám s mladšími muži. Měla romantické vztahy s herci Valem Kilmerem, Ericem Stoltzem a Tomem Cruisem, hokejistou Ronem Duguayem, filmovým producentem Joshem Donenem, kytaristou z Bon Jovi Richiem Samborou a Robem Camillettem, 18letým mladším pekařem, jejichž vztah trval mezi lety 1986–1989.

### 1987–1992: Filmový vrchol, třetí hudební comeback

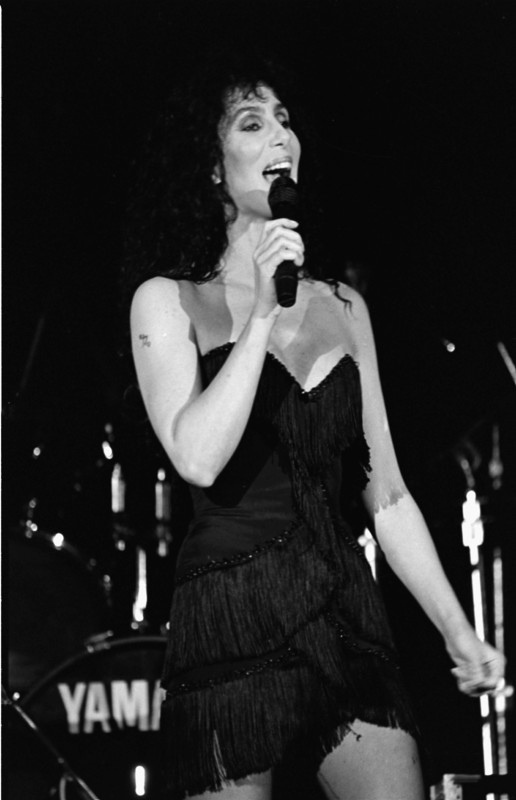
Cher na benefičním koncertě v roce 1989

V roce 1987 hrála Cher ve třech filmech. V Suspect hrála veřejnou obhájkyni, kde ačkoliv okolnosti svědčí proti jejímu klientovi, postupně zjišťuje, že se stal nevinnou obětí. Spolu se Susan Sarandon a Michelle Pfeifferovou si v komediálním hororu The Witches Of Eastwick zahrála jednu ze tří rozvedených žen z maloměsta, které se zapletou s tajemným a bohatým návštěvníkem z pekla. V romantické komedii Normana Jewisona Moonstruck hrála italskou vdovu zamilovanou do mladšího bratra svého snoubence. Oba tyto filmy se řadí mezi deset nejlepších filmů v roce 1987. Za svůj výkon v Moonstruck získala Cher Oscara i Zlatý glóbus za nejlepší ženský herecký výkon. Do roku 1988 se tak stala jednou z nejuznávanějších a nejlépe placených hereček desetiletí, vydělávající milión dolarů za film. V tomto roce vydala svůj první parfém nazvaný Uninhibited, který v prvním roce prodeje vydělal zhruba 15 milionů dolarů.
V roce 1987 Cher podepsala smlouvu s Geffen Records a oživila svou hudební kariéru tím, že pod touto společností vydala v následujících čtyřech letech tři velmi úspěšná studiová alba. Všechny se nesou hudebně v rockovém stylu, poprvé za svojí kariéru byla přijata jako rocková zpěvačka. Michael Bolton, Jon Bon Jovi, Desmond Child a Richie Sambora produkovali její první album pro Geffen, nazvané prostě Cher, které bylo asociací RIAA oceněno platinovou deskou za milión prodaných nosičů. Pilotním singlem se stala píseň „I Found Someone“, její první singl v americké Top 10 za posledních osm let.
Cher 19. studiové album Heart Of Stone (1989) bylo oceněno trojnásobnou platinou RIAA. Hudební video pro druhý singl „If I Could Turn Back Time“ vyvolalo kontroverzi kvůli Cher na námořní válečné lodi a odhalující kostým, který ukazoval její potetované hýždě. Skladba se držela v Austrálii na 1. místě po dobu sedmi týdnů, dosáhla čísla tři v americkém Billboard Hot 100 a stala se jednou z nejúspěšnějších singlů Cher vůbec. Další skladby z Heart Of Stone, které se dostaly do první desítky v USA, byly „After All“, duet s Petrem Ceterou, a „Just Like Jesse James“. Na cenách People's Choice Awards získala Cher ocenění „Nejoblíbenější ženská hvězda“. V roce 1990 se vydala na Heart Of Stone Tour. Většina kritiků si oblíbila nostalgickou povahu turné a obdivovala velkolepou show. Televizní speciál Cher: Live At Mirage (1991) bylo natočeno během koncertu v Las Vegas.
Ve svém dalším filmu Mermaids (1990) se Cher inspirovala vlastní matkou. Je to příběh o ženě, která se vždy po skončení milostného vztahu přestěhuje se svámi dvěma dcerami do jiného města. Cher se ale neshodla s prvními dvěma režiséry filmu Lasse Hallströmem a Frankem Oz, které nahradil Richard Benjamin. Všichni věřili, že Cher bude hvězdnou atrakcí filmu, a tak jí producenti umožnili se na filmu tvůrčím způsobem podílet. Mermaids byl divácky úspěšný, ale získal smíšené recenze. Jedna ze dvou písní Cher zaznamenaných pro soundtrack filmu, „The Shoop Shoop Song (It's In His Kiss)“, setrval na špici britské hitparády po dobu pěti týdnů.
Finální studiové album Cher pro Geffen Records, Love Hurts (1991) zůstalo po dobu šesti týdnů na vrcholu v Anglii a vyprodukovalo britský Top 10 singl „Love And Understanding“. Album získalo zlato od asociace RIAA. V pozdějších letech Cher uvedla, že toto období (také často nazývané jako „hit years“) a kontrakt s Geffen pro ni byl zvlášť významný „protože jsem mohla dělat skladby, které jsem opravdu milovala ... písně, které mě opravdu reprezentovaly a byly oblíbené!“ V roce 1991 vydala knihu o cvičení Forever Fit, následovalo video z roku 1992 CherFitness: New Attitude a CherFitness: Body Confidence. V roce 1992 se vydala na turné Love Hurts. Tentýž rok vyšla pouze v Evropě kompilace Greatest Hits: 1965–1992 a v Anglii se dostal na první místo po dobu sedmi týdnů. Obsahuje tři nové skladby: „Oh No No My Baby“, „Whenever You're Near“ a živou verzi písně „Many Rivers To Cross“.

### 1992–1997: Zdravotní a profesionální problémy, režijní debut

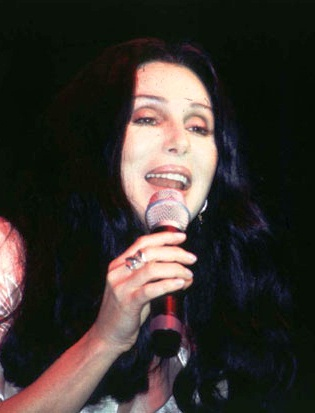
Cher na koncertě V New Yorku v roce 1996

Částečně také kvůli natáčení filmu Mermaids (1990) Cher odmítla hlavní roli v takových filmech jako Válka Roseových nebo Thelma & Louise. Podle Bermana „po úspěchu Moonstruck se tak strachovala o další hereckou roli, že byla až příliš opatrná“. Na počátku devadesátých let zápasila s virem Epstein-Barrové a vyvinul se u ní syndrom chronické únavy, který ji zanechal příliš vyčerpanou, aby udržela svou hudební a filmovou kariéru. Vzhledem k tomu, že potřebovala vydělat peníze a nebyla dostatečně zdravá na to, aby mohla pracovat na jiných projektech, natáčela teleshoppingy nabízející zdraví, krásu a diety, které jí vydělaly téměř 10 milionů dolarů. Teleshoppingy byly parodovány v populárním pořadu Saturday Night Live a byly často také strhávány kritikou. Mnozí naznačovali, že herecká kariéra Cher skončila. Ona sama se vyjádřila časopisu Ladies' Home Journal: „Najednou jsem se stala královnou teleshoppingů a nikdo už nevěnoval pozornost mojí hudbě a filmům.“
Cher se objevila ve filmech Roberta Altmana The Player (1992) a Prêt-à-Porter (1994). Během roku 1994 začala podnikat se svým katalogovým portálem Sanctuary, zaměřující se na produkty s gotickou tematikou. Přispěla rockovou verzí „I Got You Babe“ pro animovanou sérii Beavis a Butt-head z hudební televize MTV. Vedle Chrissie Hynde, Neneh Cherry a Erica Claptona dobyla 1. místo britské hitparády s charitativním singlem „Love Can Build A Bridge“. Později podepsala smlouvu se značkou WEA a společností Warner Music UK a vydala album It's A Man's World (1995), které vyšlo z její myšlenky natočit mužské písně z pohledu ženy. Obecně kritici album chválili za jeho vliv na R&B a někteří tvrdili, že se její hlas zlepšil. Stephen Holden z The New York Times napsal, že „z uměleckého hlediska tato oduševnělá sbírka dospělých popových písní ... je vrcholem její nahrávací kariéry“. Album dosáhlo 10. místa ve Velké Británii a doprovázel jej britský Top 10 singl „One By One“. Skladby byly zremixovány pro americké vydání alba (které vyšlo na začátku následujícího roku), opouštějící původní rockový zvuk ve prospěch stylu přístupného americkému rozhlasu, kde deska dosáhla čísla 64 v Billboard 200.
V roce 1996 si Cher zahrála manželku podnikatele, který najme vraha, aby ji zavraždil v černém komediálním filmu Faithful. Ačkoli film získal od kritiků negativní recenze, Cher byla za svou roli chválena. Odmítla však film propagovat s tím, že dopadl „strašně“. Poprvé jako režisérka debutovala v části antologie s tématem potratů, If These Walls Could Talk (1996), ve kterém si také zahrála roli doktorky. Televizní film získal nejvyšší hodnocení původního filmu v historii HBO.

### 1998–2000: Smrt Sonnyho Bona, čtvrtý hudební comeback

Hvězda Sonnyho a Cher na hollywoodském chodníku slávy

Po smrti Sonnyho Bona v lyžařské nehodě v roce 1998 se Cher zúčastnila pohřbu, na kterém měla velmi emotivní řeč a nazvala ho „nezapomenutelnou osobností“. Vzdala mu hold ve speciálním pořadu stanice CBS Sonny & Me: Cher Remembers, která byla odvysílána 20. května 1998. Tentýž měsíc získali Sonny & Cher hvězdu na hollywoodském chodníku slávy za televizní tvorbu. Později v roce publikovala knihu The First Time, sbírku autobiografických esejů o „prvotřídních“ událostech v jejím životě, kterou kritici chválili za to, že autorka odhalila, že je nohama na zemi a upřímná. Ačkoliv byl rukopis téměř hotový, po Sonnyho tragické nehodě se nemohla rozhodnout, zda do své knihy zahrnout i jeho smrt. Obávala se totiž, že bude kritizována za to, že zneužívá tuto událost ve prospěch své knihy. Později řekla časopisu Rolling Stones: „Nemohla jsem to ignorovat, mohla bych? Mohla bych, kdybych se více starala o to, co lidé myslí, než o to, o čemž vím, že je pro mě správné.“
Cher 22. studiové album Believe (1998) pro ni znamenalo hudební odklon, protože zahrnuje taneční popové písně, z nichž mnohé zachycují „esenci disko-éry“. Cher řekla: „Není to tak, že bych si myslela, že se jedná o album ze 70. let, ale je to nit, konzistence procházející přes to, co mám ráda.“ Album Believe bylo asociací RIAA oceněnou čtyřnásobnou platinovou deskou za čtyři milióny vyexpedovaných kopií a v dalších 39 zemích získalo zlato nebo platinu. Celkově se alba prodalo 12 miliónů kusů, což je nejvíce z celé její dosavadní diskografie. Titulní skladba alba dosáhla čísla jedna ve více než 23 zemích a prodalo jí se přes 10 miliónů kopií po celém světě. Stalo se nejprodávanějším singlem v letech 1998 a 1999 ve Spojeném království a v USA, a nejúspěšnějším singlem Cher. Singl „Believe“ setrvalo na 1. místě ve Spojeném království po dobu sedmi týdnů a stal se nejprodávanějším singlem všech dob od ženského umělce ve Velké Británii, kterého se v listopadu 2013 prodalo přes 1,7 milionu kopií. V Americe v Billboard Hot 100 se na 1. místě octlo po dobu čtyř týdnů a v prosinci 1999 se ho prodalo více než 1,8 milionu kusů. Dodnes drží singl rekord za nejstarší ženskou umělkyni na vrcholu žebříčku, Cher bylo tehdy přes 52 let. Píseň získala ocenění Grammy za nejlepší taneční nahrávku.
V lednu 1999 Cher zazpívala americkou hymnu „The Star-Spangled Banner“ v poločase Super Bowl XXXIII. O dva měsíce později zpívala v televizním speciálu stanice VH1 Divas Live 2, který přilákal 19,4 milionu diváků. Podle VH1 to byl nejpopulárnější a nejsledovanější pořad v historii televizní sítě, neboť Cher přítomnost byla „obrovskou součástí toho, jak se to přesně dělá“. Turné Do You Believe? probíhalo v letech 1999 a 2000 a bylo vyprodané v každém americkém městě, ve kterém probíhalo. Koncert vidělo přes 1,5 milionů fanoušků po celém světě. Doprovodný televizní záznam Cher: Live in Concert z MGM Grand v Las Vegas (1999), byl nejlépe hodnoceným původním HBO programem v letech 1998–99 a zaznamenal hodnocení 9,0 u dospělých (18–49) a 13,0 v HBO universe v přibližně 33 milionech domácnostech. V listopadu 1999 Cher vydala kompilační album The Greatest Hits, kterého se v lednu 2000 prodalo tři miliony výlisků mimo USA.
Cher byla časopisem Billboard jmenována tanečním umělcem roku 1999 číslo jedna. Na World Music Awards 1999 získala ocenění Legend Award za svůj „celoživotní přínos hudebnímu průmyslu“. Její příští film režírovaný Franco Zeffirellinim Tea With Mussolini (1999) měl sice smíšené recenze, ale za roli bohaté a okázalé americké socialistky, která není mezi anglickými ženami v Itálii vítána, si vysloužila chválu od filmových kritiků. Jeden recenzent napsal ve Film Comment: „Hned poté, co se ve filmu objevila, si uvědomujete, jak dlouho Cher na filmovém plátně chyběla! Protože Cher je hvězda, která umí hvězdný trik, že hraje zároveň svojí postavu a přitom vám nedovolí zapomenout, že: tohle je Cher.“
Na albu Not.com.mercial (2000) napsala většinu skladeb sama Cher poté, co se zúčastnila konference skladatelů v roce 1994. Jednalo se o první pokus psaní si písní pro své album. Ačkoliv bylo v roce 1994 odmítnuto její nahrávací společností s tím, že je nekomerční, rozhodla se o šest let později album prodávat pouze na svých internetových stránkách. V písni „Sisters Of Mercy“ kritizovala jeptišky jako „kruté, bezcitné a bezbožné“, které zabraňovaly matce, aby ji vzala z katolického sirotčince. Katolická církev píseň odsoudila.

### 2001–2013: Úspěšné turné, rezidence ve Vegas, návrat do filmu

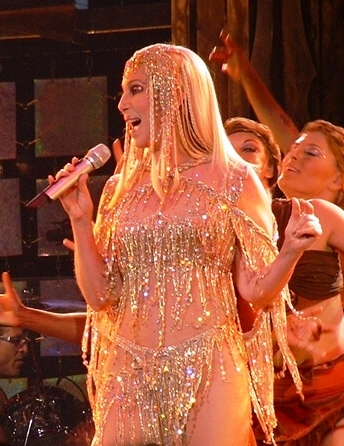
Cher během turné v roce 2004

Cher velmi očekávaný taneční následovník veleúspěšného alba Believe vyšel v listopadu 2001. Jeho název je Living Proof a dostalo se až na 9. místo amerického Billboard 200, později bylo asociací RIAA oceněno zlatem za 500 tisíc prodaných výtisků. Album obsahuje britský singl „The Music's No Good Without You“ a píseň „Song For The Lonely“ je věnována „odvážným lidem New Yorku“ po útoku z 11. září. V květnu 2002 účinkovala během benefičního koncertu VH1 Divas Las Vegas. Na Billboard Awards v roce 2002 získala ocenění Dance/Club Play Artist Of The Year a společně s cenou Artist Achievement Award byla oceněna Stevene Tylerem za to, že „pomohla znovu definovat populární hudbu s obrovským úspěchem na žebříčcích Billboardu“. V tomto roce bylo její jmění odhadováno na 600 milionů dolarů.
V červnu 2002 Cher zahájila turné Living Proof: The Farewell Tour, které mělo být jejím posledním koncertním turné vůbec, i když slibovala, že bude dál pokračovat v nahrávání hudby a filmování. Turné vyzdvihovalo její úspěchy jak v hudbě, tak i v televizi a filmu, představující videoklipy od šedesátých let a propracovaná pozadí a scénky. Původně bylo naplánováno 49 koncertů, nakonec však bylo celosvětové turné několikrát prodlouženo. V října 2003 se stalo nejúspěšnějším turné pořádané ženou, s výdělkem 145 milionů dolarů a 200 zastávkami pro 2,2 milionu fanoušků. Album živých skladeb z turné vyšlo v roce 2003 pod titulem Live! Farewell Tour. Stanice NBC vysílala speciál Cher – The Farewell Tour (2003), který přilákal 17 milionů diváků. Jednalo se o nejlépe hodnocený koncertní speciál z roku 2003 a získala ocenění Emmy v kategorii Outstanding Variety, Music, or Comedy Special.
Po opuštění společnosti Warner UK v roce 2002 Cher podepsala v září 2003 celosvětovou dohodu s americkou divizí společnosti Warner Bros. Records. The Very Best Of Cher (2003) je sbírka s největšími hity, která zachycuje celou její kariéru, vyvrcholila na čísle čtyři v americkém Billboard 200 a byla oceněna dvojnásobnou platinou. Zahrála si také sama sebe v komedii Stuck On You (2003), kde se posmívá svému veřejnému obrazu, když se v posteli objeví s mnohem mladším přítelem. Její 326štacové turné The Farewell Tour skončilo v roce 2005 jako jedno z nejvýnosnějších koncertních turné všech dob, které vidělo přes 3,5 milionů fanoušků a vydělalo 250 milionů dolarů. V roce 2008 započala tříleté angažmá v rezidenci v Colosseu v paláci Caesars v Las Vegas, za kterou získala 60 milionů dolarů ročně. Angažmá sčítalo 200 koncertů. Název byl prostě Cher a produkce představovala nejmodernější videa a speciální efekty, propracované designérské návrhy, 20 tanečníků a více než 20 kostýmových změn.
Cher se vrátila na filmová plátna v roce 2010 v hudebním filmu Burlesque, kde hraje majitelku upadajícího nočního klubu, do kterého se hodlá zapůsobit mladá hollywoodská naděje. Jedna ze dvou písní, které natočila pro soundtrack filmu, mocná balada „You Haven't Seen The Last Of Me“, dosáhla číslo jedna v Billboard Dance Club Songs v lednu 2011. Cher se tak stala jedinou umělkyní, mající v žebříčku Billboard singl číslo jedna v každém desetiletí od šedesátých let až do roku 2010. V listopadu 2010 měla tu čest umístit své stopy do cementu na nádvoří před Graumanovým čínským divadlem v Hollywoodu. Následující rok propůjčila svůj hlas Janetině lvové v komedii Zookeeper. Dokumentární film Dear Mom, Love Cher byl o její matce Georgia Holt, vysílal se na stanici Lifetime v květnu 2013.

### 2013–2017: Návrat k hudbě, Broadway projekt

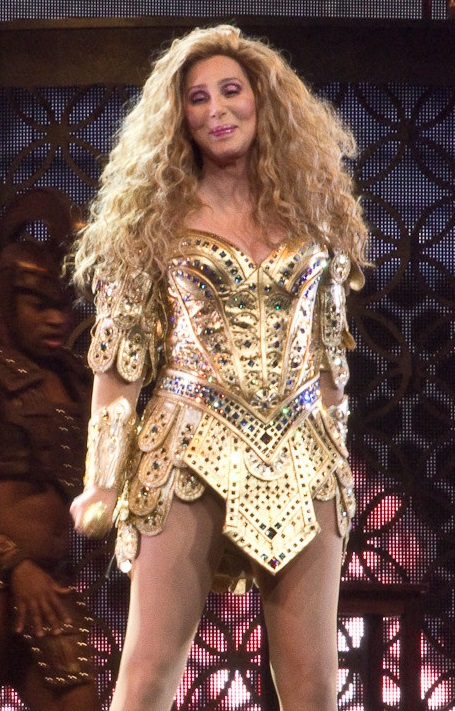
Cher v roce 2014

Closer To The Truth je 25. studiové album Cher a první od roku 2001, kdy vydala taneční desku Living Proof. V říjnu 2013 se v americkém žebříčku Billboard Hot 200 hned v prvním týdnu umístilo na 3. místě, což je její nejvyšší tamní pozice vůbec. Michael Andor Brodeur z The Boston Globe poznamenal, že „Cher – bohyně popu zní v 67 letech více přesvědčivě než Jennifer Lopez nebo Madonna“. Pilotní singl „Woman's World“ měl živou premiéru ve finále čtvrté řady talentové show The Voice, což bylo její první živé televizní vystoupení za více než deset let. Později vstoupila do páté sezóny pořadu jako týmový poradce Blakea Sheltona.
30. června 2013 se Cher zúčastnila každoroční benefice Dance On The Pier, probíhající během Gay Pride. Tento ročník se stal jejich prvním vyprodaným ročníkem za posledních pět let. V listopadu 2013 se objevila jako hostující umělec a porotce v sedmnácté sezóně Dancing With The Stars programu televize ABC, a to během osmého týdne, který jí byl věnován. V březnu 2014 se vydala na turné Dressed To Kill Tour, a to téměř deset let poté, co oznámila své rozlučkové turné The Farewell Tour. Během představení o tom vtipkovala a prohlásila, že tohle je už její skutečně poslední turné. První část turné zahrnovalo 49 vyprodaných koncertů v Severní Americe a vydělalo 54,9 milionu dolarů. V listopadu 2014 zrušila všechny zbývající data kvůli infekčnímu onemocnění ledvin.
7. května 2014 Cher potvrdila spolupráci s americkou hiphopovou skupinou Wu-Tang Clan na jejich albu Once Upon A Time In Shaolin. Používá zde pseudonym „Bonnie Jo Mason“, který vznikl v roce 1964 pro její úplně první singl. Byla vyrobena pouze jedna kopie alba a v listopadu 2015 bylo prodána online aukcí. Poté, co se objevila jako host po boku Marca Jacobse na módní akci Met Gala v roce 2015, stala se tváří pro kampaň kolekce pro podzim/zimu. Módní designér uvedl: „Toto byl velmi, velmi dlouho můj sen“.
Cher poprvé zmínila plány na broadwayský muzikál založený na jejím životě a hudbě v červnu 2012. V té době odhalila, že v představení budou tři herečky hrát jí samou v různých fázích jejího života. V roce 2015 se stále pracovalo na projektu a spisovatel Rick Eliseh byl vyzván k vytvoření scénáře. Koncem roku 2016 bylo oznámeno, že se Jason Moore upsal režii, zatímco Flody Suarez a Jeffrey Seller budou na projektu pracovat jako producenti.
Rok 2017 byl ve znamení Classic Cher. Jednalo se o sérii koncertů ve spolupráci s AEG Live v nově postaveném Park Theatre v Monte Carlo Resort and Casino v Las Vegas a v divadle resortu MGM National Harbor ve Washingtonu. První koncert se uskutečnil 8. února. Dne 21. května 2017 Cher získala cenu Billboard Icon Award za „jednu z nejvýraznějších osobností v oblasti hudby a zábavy po více než šest desetiletí“. Na udílení cen Cher vystoupila se singly „Believe“ (1998) a „If I Could Turn Back Time“ (1989).
V roce 2017 Cher taktéž nahrála čtyři nové skladby: „Prayer For This World“ (pro soundtrack dokumentu Cries From Syria), „Ooga Boo“, „You Do You Boov“ (z animované pohádky Home: Adventures with Tip & Oh) a silnou baladu „Walls“ (pro charitativní akci za svobodu zvířat Free The Wild foundation). Pro reklamní šot oděvní značky Gap rovněž nazpívala cover verzi písně „Everyday People“.

### 2018–2022: inspirace skupinou ABBA a móda
Po téměř deseti letech se Cher vrátila k filmu ve snímku Mamma Mia! Here We Go Again (2018), je to hudební romantická komedie na motivy písní skupiny ABBA, která navazuje  na film Mamma Mia! z roku 2008. Hraje Ruby Sheridanovou, matku Donny (Meryl Streep) a babičku Sophie (Amanda Seyfried). Pro soundtrack k filmu nahrála dvě písně skupiny ABBA, „Fernando“ a „Super Trouper“. 280] Björn Ulvaeus ze skupiny ABBA prohlásil: „Díky její interpretaci je teď  ‚Fernando‘ její vlastní píseň.".

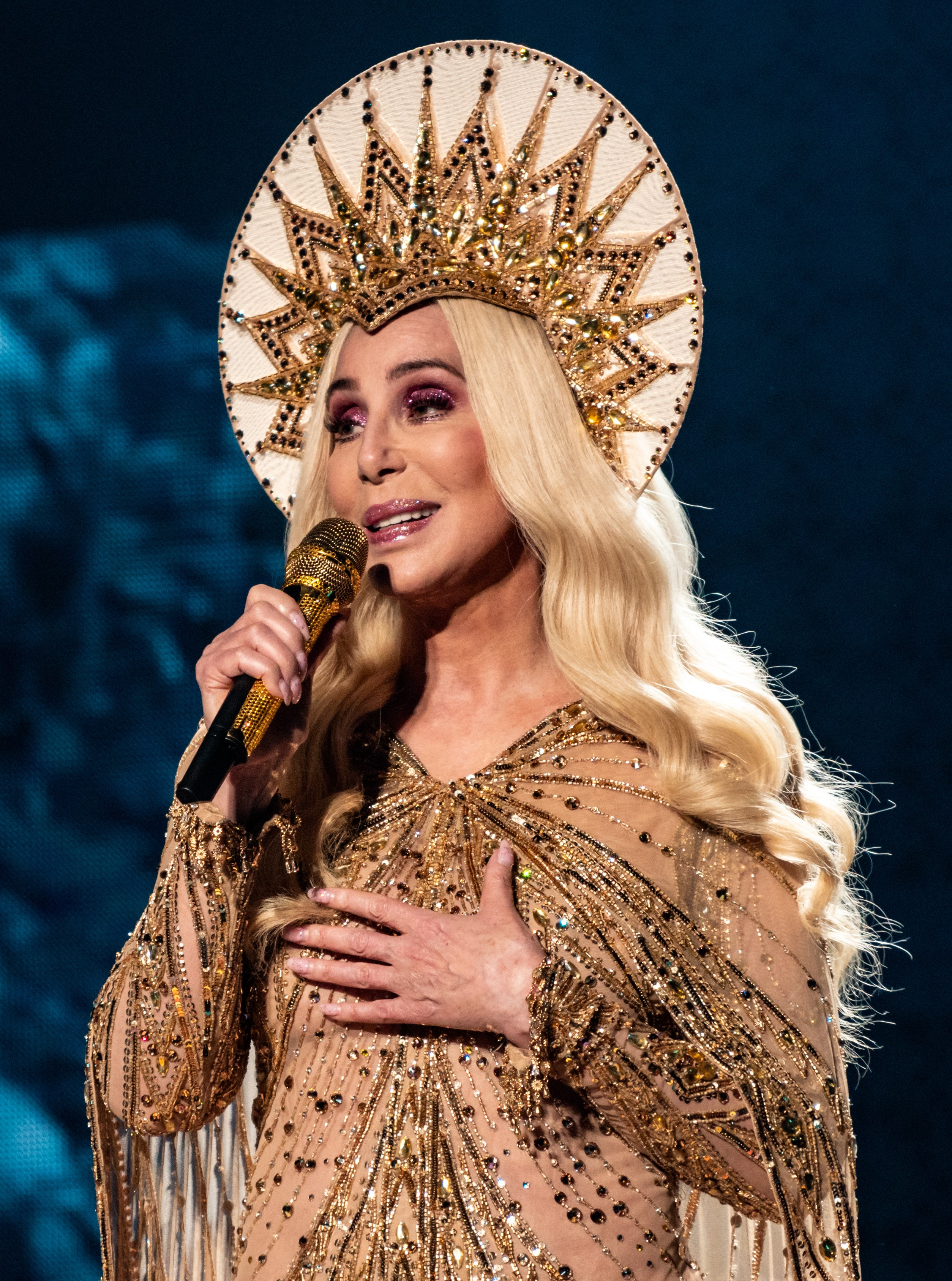
Cher v roce 2019

Při propagování filmu oznámila, že pracuje na albu coververzí skupiny ABBA. Album Dancing Queen, vydané v září 2018, debutovalo na třetím místě žebříčku Billboard 200, čímž se vyrovnalo albu Closer to the Truth z roku 2013 a stalo se tak nejlépe prodávaným sólovým albem Cher v USA. S prodejem 153 000 kusů v prvním týdnu dosáhlo  nejvyššího týdenního prodeje pro popovou zpěvačku za rok 2018 a zároveň také nejvyššího týdenního prodeje pro Cher od roku 1991. Album se dočkalo také širokého uznání kritiky.
Turné Cher Here We Go Again probíhalo od roku 2018 až do jeho odložení na neurčito v roce 2020 kvůli pandemiei covidu-19. Jukeboxový muzikál o jejím životě The Cher Show měl premiéru v Chicagu v červnu 2018 a na Broadwayi se hrál od prosince 2018 do srpna 2019. Později procestoval Velkou Británii, Irsko a USA. Dne 2. prosince 2018 obdržela Cher ocenění Kennedyho centra za mimořádný přínos kultuře.
Během pandemie covidu se v roce 2020 zaměřila na projekty, které mohla dokončit z domova. V květnu 2020 vydala svou první španělsky zpívanou píseň, coververzi písně „Chiquitita“ od skupiny ABBA, jejíž výtěžek byl věnován organizaci UNICEF. Později téhož roku se připojila k charitativní skupině BBC Radio 2 Allstars, která nazpívala coververzi písně „Stop Crying Your Heart Out“ od skupiny Oasis. Nahrávka pořízená na podporu charitativní organizace Children in Need se umístila v první desítce britských singlů.
Na přelomu desátých a dvacátých let 21. století Cher spolupracovala s významnými módními značkami jako Gap, Dsquared2, MAC Cosmetics, Versace a Balmain. V roce 2023 navázala vztah s o 40 let mladším hudebním manažerem Alexanderem Edwardsem. Jejich věkový rozdíl vyvolal kritiku na internetu, na kterou Cher reagovala tweetem: „Láska nezná matematiku“.

### 2023 – současnost: vánoční album, uvedení do síně slávy a paměti
První vánoční album Cher, Christmas (2023), obsahuje duety se Steviem Wonderem, Darlene Love, Michaelem Bublé, Tygou a Cyndi Lauper. Dostalo se na první místo v žebříčku Billboard Top Holiday Albums, a také do první desítky v Rakousku, Německu a Velké Británii. Hlavní singl alba, „DJ Play a Christmas Song“, se v prosinci 2023 dostal na první místo žebříčků Billboard Adult Contemporary a Dance/Electronic Digital Song Sales, čímž Cher prodloužila svůj dosavadní rekord jako jediná sólová umělkyně se singly na prvním místě žebříčku Billboardu v sedmi po sobě jdoucích dekádách (60. léta 20. století až 20. léta 21. století).
Dne 19. října 2024 byla Cher uvedena do Rokenrolové síně slávy a stala se tak první umělkyní, která získala Oscara za herectví a vstoupila do síně slávy. V listopadu 2024 vydala první část dvoudílné autobiografie Cher: The Memoir, která zahrnuje její dětství, počátky kariéry a manželství se Sonnym Bonem a Greggem Allmanem. Vznikala sedm let a debutovala na prvním místě žebříčku bestsellerů The New York Times, kde se udržela tři týdny. Vydání druhé části je naplánováno na rok 2025. Na oslavu šedesáti let v hudební branži Cher vydala album největších hitů Forever (2024), které je k dispozici ve standardní edici s 21 skladbami. Digitální edice Forever Fan se 40 skladbami obsahuje písně Sonny & Cher a méně známé skladby.

## Aktivismus

### Filantropie
Cher se věnuje filantropii prostřednictvím nadace Cher Charitable Foundation, která se zaměřuje na boj proti chudobě, podporu lékařského výzkumu, zlepšování zdravotní péče a podporu práv zranitelných skupin, jako jsou veteráni, děti, LGBTQ osoby, starší lidé a zvířata.
Je hlasitou podporovatelkou amerických vojáků, vracejících se veteránů a komunit postižených válkou. V roce 1993 se připojila k humanitární misi v Arménii, kde do válkou zničeného regionu dodávala potraviny a zdravotnické potřeby. Podporovala operaci Helmet, která poskytovala vojákům v Iráku a Afghánistánu zdarma sady pro vylepšení přileb, a přispěla do fondu Intrepid Fallen Heroes, který pomáhá vojákům težce zraněným při válečných operacích.
Od roku 1990 působila Cher jako dárkyně a národní předsedkyně a čestná mluvčí Dětské kraniofaciální asociace, jejímž posláním je „posilovat a dávat naději dětem s kraniofaciálními vadami a jejich rodinám.“ Podporuje také nadaci Get A-Head Charitable Trust, jejímž cílem je zlepšit kvalitu života lidí s onemocněním hlavy a krku.
Cher je dárkyní, fundraiserem a mezinárodní mluvčí organizace Keep a Child Alive, která se snaží bojovat proti AIDS, včetně poskytování antiretrovirových léků dětem a jejich rodinám. V roce 1996 pořádala spolu s Elizabeth Taylor na filmovém festivalu v Cannes benefiční akci Americké nadace pro výzkum AIDS (amfAR). V roce 2015 obdržela cenu za inspiraci amfAR za „schopnost a ochotu využít svou slávu pro dobročinné účely“ a za to, že je „jedním z velkých propagátorů boje proti AIDS“.
Působila jako čestná národní předsedkyně iniciativy „Raise the Roof“ organizace Habitat for Humanity, zaměřené na podporu výstavby a oprav cenově dostupných domů pro rodiny v nouzi. V roce 2007 se stala hlavní podporovatelkou školy Peace Village School v keňské Ukundě, která poskytuje výživnou stravu, lékařskou péči, vzdělání a mimoškolní aktivity pro více než 300 sirotků a zranitelných dětí. Její podpora umožnila škole získat pozemek a vybudovat trvalé bydlení a školní zařízení a ve spolupráci s organizací Malaria No More a dalšími organizacemi pilotně podpořila snahu o odstranění nemocnosti a úmrtnosti na malárii u dětí, jejich pečovatelů a okolní komunity.
V roce 2016, po zjištění kontaminace pitné vody ve městě Flint ve státě Michigan olovem, věnovala Cher městu více než 180 000 lahví vody. Během pandemie covidu-19 spolu s Dr. Irwinem Redlenerem, vedoucím Centra pro zdroje a reakci na pandemie Kolumbijské univerzity, zahájila iniciativu CherCares Pandemic Resource and Response Initiative (CCPRRI), aby prostřednictvím Nadace zábavního průmyslu (Entertainment Industry Foundation, EIF) rozdělila 1 milion dolarů „chronicky opomíjeným a zapomenutým lidem“.
V roce 2017 se Cher zasloužila o ochranu práv starších lidí, když produkovala dokumentární film Edith+Eddie o postarším páru, který byl nominován na Oscara za nejlepší dokumentární film (krátký film). V témže roce spoluzaložila mezinárodní charitativní organizaci Free the Wild, která se zabývá ochranou divokých zvířat v zajetí. V roce 2020 Free the Wild navázala spolupráci s organizací Four Paws International.

### Politika
Starší dítě Cher, Chaz Bono, se poprvé přiznalo k lesbické orientaci v 17 letech, což nejprve vyvolalo v Cher pocit viny, strachu a bolesti. Brzy však Chazovu sexuální orientaci přijala a došla k závěru, že LGBTQ lidé nemají stejná práva jako všichni ostatní a že to není spravedlivé. V roce 1997 vystoupila jako hlavní řečník na celostátním sjezdu organizace Parents, Families, & Friends of Lesbians and Gays (PFLAG) a od té doby se stala jednou z nejhlasitějších obhájkyň LGBTQ komunity. V květnu 1998 obdržela cenu GLAAD Vanguard Award za to, že „významně přispěla k prosazování rovných práv lesbiček a gayů“. Dne 11. června 2009 se Chaz přiznal k transgenderu a jeho přechod z ženy na muže byl právně dokončen 6. května 2010.
V září 2013 Cher odmítla pozvání k vystoupení na zahajovacím ceremoniálu Zimních olympijských her 2014 v Rusku kvůli kontroverzní legislativě proti LGBTQ, která zastínila přípravy na tuto událost.
Cher se zasazovala o zvyšování povědomí o arménské genocidě. Na premiéře válečného filmu The Promise (Příslib) z roku 2016, který genocidu zobrazuje, kritizovala odmítání Turecka uznat genocidu a zdůraznila nedostatečnou informovanost široké veřejnosti. Hovořila také o svém arménském původu a o tom, že její prarodiče genocidu přežili. V roce 2021 na Twitteru pogratulovala Joe Bidenovi k tomu, že jako první prezident USA oficiálně uznal genocidu Arménů.
Po ruské invazi na Ukrajinu v roce 2022 vyjádřila Cher podporu Ukrajině a prostřednictvím svého účtu na Twitteru vyzvala k pomoci Ukrajincům. Ruského prezidenta Vladimira Putina označila za despotu, který chce obnovit Sovětský svaz, a oznámila, že plánuje poskytnout útočiště ukrajinským uprchlíkům ve svém domě.

## Úspěchy
Jako sólová umělkyně prodala Cher po celém světě 100 milionů desek a stala se tak jedním z nejprodávanějších hudebních umělců všech dob. Je jedním z mála umělců bavičů, kteří získali ceny Emmy, Grammy a Oscara, a jedním z pěti herců zpěváků, kteří měli v USA singl číslo jedna a získali hereckého Oscara. Její průlomový singl „I Got You Babe“ od Sonny & Cher je uveden do Síně slávy Grammy a v roce 2003 byl zařazen na seznam 500 nejlepších písní všech dob časopisu Rolling Stone. Její singl „Gypsys, Tramps & Thieves“ z roku 1971 označil Billboard za „jednu z nejlepších písní 20. století“. Píseň „Believe“ z roku 1998 je ve Velké Británii nejprodávanějším singlem všech dob od ženské interpretky. V anketě BBC z roku 2003 byla zvolena osmou nejoblíbenější písní na světě  a je jedinou americkou písní na tomto seznamu. V roce 2021 se objevila na revidovaném seznamu časopisu Rolling Stone 500 nejlepších písní všech dob. V roce 1988 se Cher stala prvním interpretem, který ve stejném roce získal Oscara za herecký výkon a zlatou desku s certifikací RIAA.
Cher je jedinou sólovou umělkyní, která měla první singl v žebříčku časopisu Billboard v sedmi po sobě jdoucích desetiletích, od 60. let 20. století do roku 2020. V roce 2010 se jí dostalo pocty umístit otisky svých rukou a nohou před Graumanovým čínským divadlem v Hollywoodu. Její jméno je jako součást dua Sonny & Cher na hvězdě na Hollywoodském chodníku slávy. V roce 2018 jí Whoopi Goldberg předala vyznamenání Kennedyho Centra, nejvyšší uznání za kulturní úspěchy v USA. V roce 2024 byla Cher uvedena do Rock and Roll Hall of Fame.

### Ocenění za celoživotní dílo
Cher získala řadu ocenění za celoživotní dílo:
- 1998 Vanguard Award na GLAAD Media Awards[112]
- 1999 Legend Award na World Music Awards [125]
- 1999 zvláštní cena za vliv na módu na CFDA Fashion Awards[126]
- 2000 Lucy Award za inovaci v televizi na Women in Film Awards
- 2002 Artist Achievement Award na Billboard Music Awards[127]
- 2010 cena za celoživotní dílo na Glamour Awards[128]
- 2013 Legend Award na Attitude Awards[129]
- 2015 cenu za inspiraci na amfAR Gala [109]
- 2017 Icon Award na Billboard Music Awards
- 2018 ocenění Kennedyho centra za mimořádný přínos kultuře[98]
- 2019 Ambassador for the Arts Award na Chita Rivera Awards za tanec a choreografii[130]
- 2020 Spirit of Katharine Hepburn Award[131]

## Tvorba

### Studiová alba
- 1965 All I Really Want To Do
- 1966 The Sonny Side of Chér
- 1966 Chér
- 1967 With Love, Chér
- 1968 Backstage
- 1969 3614 Jackson Highway
- 1971 Chér (po úspěchu prvního singlu později vydáno jako Gypsys, Tramps & Thieves)
- 1972 Foxy Lady
- 1973 Bittersweet White Light
- 1973 Half-Breed
- 1974 Dark Lady
- 1975 Stars
- 1976 I'd Rather Believe in You
- 1977 Cherished
- 1979 Take Me Home
- 1979 Prisoner
- 1982 I Paralyze
- 1987 Cher
- 1989 Heart of Stone
- 1991 Love Hurts
- 1995 It's a Man's World
- 1998 Believe
- 2000 Not.com.mercial
- 2001 Living Proof
- 2013 Closer To The Truth
- 2018 Dancing Queen
- 2023 Christmas

### Ostatní studiová alba
- 1977 Two The Hard Way (s Greggem Allmanem, označené jako „Allman & Woman“)
- 1980 Black Rose (skupina „Black Rose“ s Cher v čele)

### Soundtrack alba
- 1969 Chastity
- 1990 Mermaids
- 2010 Burlesque
- 2018 Here We Go Again

### Kompilační alba
- 1968 Cher's Golden Greats
- 1972 Superpack Vol. 1
- 1972 Superpack Vol. 2
- 1974 Greatest Hits
- 1992 Greatest Hits: 1965–1992
- 1999 If I Could Turn Back Time: Cher's Greatest Hits
- 1999 The Greatest Hits
- 2003 The Very Best Of Cher
- 2005 Gold

### Komerční singly
- 1964 Ringo, I Love You (Bonnie Jo Masson)
- 1964 Dream Baby (Cherilyn)
- 1965 All I Really Want To Do
- 1965 Where Do You Go
- 1966 Bang Bang (My Baby Shot Me Down
- 1966 Alfie
- 1966 I Feel Something In The Air (Magic In The Air)
- 1966 Sunny
- 1967 Behind The Door
- 1967 Mama (When My Dollies Have Babies)
- 1967 Hey Joe
- 1967 You Better Sit Down Kids
- 1968 The Click Song Number One
- 1968 Take Me For A Little While
- 1969 Yours Until Tomorrow
- 1969 I Walk On Guilded Splinters
- 1969 For What It's Worth
- 1969 Chastity’s Song (Band Of Thieves)
- 1971 (Just Enough To Keep Me) Hangin' On
- 1971 Classified 1A
- 1971 Don't Put It On Me
- 1971 Gypsys, Tramps & Thieves
- 1972 The Way Of Love
- 1972 Will You Love Me Tomorrow
- 1972 Living In A House Divided
- 1972 Don't Hide Your Love
- 1973 Am I Blue?
- 1973 Half-Breed
- 1973 Carousel Man
- 1974 Dark Lady
- 1974 Train Of Thought
- 1974 I Saw a Man and He Danced with His Wife
- 1974 Rescue Me
- 1974 A Woman's Story
- 1975 A Love Like Yours (Don't Come Knocking Everyday) (Harry Nilsson & Cher)
- 1975 Geronimo's Cadillac
- 1976 Long Distance Love Affair
- 1977 Pirate
- 1977 War Paint And Soft Feathers
- 1977 Move Me (Allman And Woman)
- 1977 You've Really Got A Hold On Me (Allman And Woman)
- 1979 Take Me Home
- 1979 Wasn't It Good
- 1979 It's Too Late to Love Me Now
- 1979 Hell on Wheels
- 1979 Holdin' Out for Love
- 1980 Never Should've Started (Black Rose)
- 1981 Dead Ringer For Love (Meat Loaf feat. Cher)
- 1982 Rudy
- 1982 I Paralyze
- 1987 I Found Someone
- 1988 We All Sleep Alone
- 1988 Skin Deep
- 1988 Bang-Bang
- 1988 Main Man'
- 1989 After All
- 1989 If I Could Turn Back Time
- 1989 Just Like Jesse James
- 1990 Heart Of Stone
- 1990 You Wouldn't Know Love
- 1990 Baby I'm Yours
- 1990 The Shoop Shoop Song (It's in His Kiss)
- 1991 Love And Understanding
- 1991 Save Up All Your Tears
- 1991 Love Hurts
- 1992 Could've Been You
- 1992 When Lovers Become Strangers
- 1992 Oh No Not My Baby
- 1993 Whenever You're Near
- 1993 Many Rivers To Cross (live)
- 1993 I Got You Babe (Cher with Beavis and Butt-head)
- 1994 It Ain't Neccessarily So (Cher & Larry Adler)
- 1995 Love Can Build A Bridge (Cher, Chrissie Hynde & Neneh Cherry with Eric Clapton)
- 1995 Walking In Memphis
- 1996 One By One
- 1996 Not Enough Love In The World
- 1996 The Sun Ain't Gonna Shine Anymore
- 1996 Paradise Is Here
- 1998 Believe
- 1999 Strong Enough
- 1999 All Or Nothing
- 1999 Dov'è L'amore
- 2001 Più Che Puoi (Eros Ramazzotti with Cher)
- 2001 The Music's No Good Without You
- 2002 Song For The Lonely
- 2002 Alive Again
- 2002 A Different Kind Of Love Song
- 2003 When The Money's Gone
- 2010 You Haven't Seen The Last Of Me
- 2013 Woman's World
- 2013 I Hope You Find It
- 2013 Take It Like A Man
- 2014 I Walk Alone
- 2018 Fernando
- 2018 Gimme Gimme Gimme (A Man after Midnight
- 2018 SOS
- 2020 Chiquitita (Spanish version)
- 2021 Walls
- 2023 DJ Play a Christmas Song

### Propagační singly
- 1969 The First Time
- 1970 Superstar
- 1999 The Star Spangled Banner (live)
- 2003 Bewitched, Bothered And Bewildered (Rod Stewart with Cher)
- 2003 Human

### Filmografie
- 1965 Wild On The Beach
- 1967 Good Times
- 1969 Cudnost
- 1982 Spolek fanoušků Jamese Deana
- 1983 Silkwoodová
- 1985 Maska
- 1987 Čarodějky z Eastwicku
- 1987 Podezřelý
- 1987 Pod vlivem úplňku
- 1990 Mořské panny
- 1992 Hráč
- 1994 Ready To Wear (Prêt-à-Porter)
- 1996 Smrtící telefon
- 1996 Kdyby zdi mohly mluvit
- 1999 Čaj s Mussolinim
- 2003 Bratři jak se patří
- 2010 Varieté
- 2011 Ošetřovatel
- 2018 Mamma Mia! Here We Go Again
- 2020 Bobbleheads: The Movie